# カルボーニア
カルボーニア（イタリア語: Carbonia ( 音声ファイル)）は、イタリア共和国サルデーニャ自治州南サルデーニャ県にある、人口約28,000人の基礎自治体（コムーネ）。
かつては鉱山の街として発展した都市で、街の名もこの地域に豊富に埋蔵されている石炭を意味するイタリア語 Carbone から付けられている。

## 地理

### 位置・広がり
サルデーニャ島の西南部に位置する。カルボーニアの市街は、イグレージアスの南約16km、州都カリャリの西約52km、オリスターノの南約82kmに位置する。

#### 隣接コムーネ
隣接するコムーネは以下の通り。
- ゴンネーザ
- イグレージアス
- ナルカーオ
- ペルダージュス
- ポルトスクーゾ
- サン・ジョヴァンニ・スエルジュ
- トラタリーアス

- ローマ広場
- Monte Siraiからの郊外の眺め
- Serbariu炭鉱跡
- 鉱業を象徴するモニュメント

## 歴史
この都市は、ムッソリーニ政権下、付近の鉱山で働く労働者のための住居を提供するために建設された。市の公式な設立は1938年12月18日のことで、ムッソリーニは都市の設立式典に出席している。
1938年以来、都市は鉱山都市として大きく発展した。イタリアの各地（特に多かったのはヴェネト州、シチリア島、アブルッツォ州、マルケ州、バジリカータ州、カンパニア州）から大量の人々がこの町に移り住んだ。
1970年代に鉱山が閉山すると、カルボーニアは高い失業率に対処しなければならなくなった。今日、カルボーニアの労働者の多くは重工業部門や運輸部門で働いている。
2005年にカルボーニア＝イグレージアス県がカリャリ県から分かれて成立し、イグレージアスと共にその県都となった。  
2016年、県級行政区画の統廃合の結果、新設された南サルデーニャ県の所属となった。  

## 行政

### 行政区画
カルボーニアには、以下の分離集落（フラツィオーネ）がある。
- Bacu Abis, Barbusi, Corongiu, Cortoghiana, Flumentepido,Is Meis, Medadeddu, Cannas, Sirai, Genna Corriga, Is Gannaus, Medau Desogus, Serbariu, Sirri

## 観光
- 市の郊外にある Monte Sirai には、フェニキア人やカルタゴ人が築いた遺跡がある。
- 地下墓地ドムス・デ・ヤナス (Domus de Janas) が Sirri や Monte Crobu の周辺に所在する。
- 11世紀に建設されたロマネスク様式の Santa Maria di Flumentepido 教会がある。
- かつてのSerbariu 炭鉱 (it:Miniera di Serbariu) は博物館となり、産業考古学の遺産となっている。

- Monte Sirai の遺跡
- Serbariu 炭鉱